# باسودب چاپ
باسودب چاپ (به لاتین: Basudeb Chap) یک منطقهٔ مسکونی در بنگلادش است که در ناحیه باریسال واقع شده‌است.